# Bromfeniramină
Bromfeniramina este un antihistaminic derivat de piridină, de generație 1, fiind utilizat în tratamentul alergiilor. Printre acestea se numără rinita alergică și urticaria. Calea de administrare disponibilă este cea orală.
Medicamentul a fost descoperit în 1948 și a fost aprobat pentru uz medical în 1955,

## Utilizări medicale
Bromfeniramina este utilizată oral în tratamentul reacțiilor alergice (rinită, urticarie, conjunctivită, prurit).

## Reacții adverse
Fiind un antihistaminic H1 de generație 1, poate produce sedare, somnolență și cefalee. Compusul prezintă activitate anticolinergică intensă, și poate produce xeroftalmie și xerostomie.